# August Nilsson
August Nilsson (* 15. Oktober 1872 in Enköping; † 23. Mai 1921 in Stockholm) war ein schwedischer Leichtathlet und Tauzieher.
Nilsson war Mitglied des schwedischen Leichtathletenteams bei den Olympischen Sommerspielen 1900 in Paris. Im Kugelstoßen konnte er den neunten Platz und im Stabhochsprung den achten Platz belegen. Seinen größten Erfolg erreichte er zusammen mit anderen schwedischen und dänischen Sportlern, die ein gemischtes Team bildeten und gegen die französische Mannschaft im Tauziehen die Goldmedaille gewinnen konnten.